# Разливка
Разливка — село в Руднянском районе Волгоградской области, в составе Руднянского городского поселения.
Население — 14 (2010).

## История
Основано во второй половине XVIII века. Заселено крестьянами из Киевской, Полтавской и Харьковской губерний. В конце XIX века Разливка — деревня Руднянской волости Камышинского уезда Саратовской губернии. Деревню населяли малороссы, православные, бывшие князей Четвертинских (с 1856 году). При освобождении крестьяне получили 1330 десятин удобной и неудобной земли. В 1890 году открыта школа грамотности. В 1895 году произошёл сильный пожар, в результате которого сгорело 112 изб с хозяйственными постройками
С 1928 года — в составе Руднянского района Камышинского округа (округ упразднён в 1930 году) Нижне-Волжского края (с 1935 года Сталинградского края, с 1936 года — Сталинградской области, с 1961 года — Волгоградской области). Решением исполкома Сталинградского облсовета депутатов трудящихся от 20 марта 1959 года № 6/139 § 31 Разливский сельсовет был упразднен, его территория была передана в состав Руднянского сельсовета

## Физико-географическая характеристика
Село находится в лесостепи, на правом высоком берегу реки Терсы, при устье балки Разливка. Село расположено у подножия северной окраины возвышенности Медведицкие яры. Рельеф местности холмисто-равнинный. В пойме Терсы — пойменные леса. Почвы — чернозёмы южные. Высота центра населённого пункта — около 110 метров над уровнем моря. При этом высота прилегающих к селу отрогов возвышенности Медведицкие яры достигает 150 и более метров над уровнем моря.
Расстояние до областного центра — города Волгограда составляет 310 км, до районного центра посёлка Рудня — 15 км. Ближайший населённый пункт село Ильмень расположено примерно в 3 км по прямой на противоположной стороне поймы реки Терсы.
Часовой пояс
Разливка, как и вся Волгоградская область, находится в часовой зоне МСК (московское время). Смещение применяемого времени относительно UTC составляет +3:00.

## Население
Динамика численности населения:
| 1860 | 1886 | 1891 | 1894 | 1897 | 1911 | 1987 | 2002 | 2010 |
| ---- | ---- | ---- | ---- | ---- | ---- | ---- | ---- | ---- |
| 540  | 871  | 927  | 982  | 893  | 1077 | ≈160 | 64   | 14   |